# Oxyrhachis nigrosignata
Oxyrhachis nigrosignata är en insektsart som beskrevs av Capener 1962. Oxyrhachis nigrosignata ingår i släktet Oxyrhachis och familjen hornstritar. Inga underarter finns listade i Catalogue of Life.